# Olne
Olne (prononcer [ɔln] ; wallon Ône) est une commune francophone de Belgique située en Région wallonne dans la province de Liège, ainsi qu’un village où siège son administration.
Village millénaire du Pays de Herve classé parmi les Plus Beaux Villages de Wallonie depuis 2007, Olne est aussi une des communes les plus riches de Belgique rassemblant un grand nombre de grosses fortunes grâce à son impôt communal très avantageux.

## Toponymie
Le dépouillement des archives de l'État a permis la découverte de plusieurs centaines de toponymes à Olne, typiques de la région et leurs dérivés: citons: hé, håye, fosse, ster, sart, trîhe, teutê, vôye,.
Il existe de nombreuses contradictions dues à toutes les orthographes découvertes. Il faut imaginer que les greffiers d'antan, souvent d'instruction limitée, s’expriment en wallon, mais prétendent écrire en français. Comme il n'y a pas de wallon écrit, ils transposent les sons curieux du dialecte régional.
Le curé Stouren en 1892,, signale que très peu d'habitants peuvent s'exprimer en français. On imite les pasteurs et, pour le reste, on invente par analogie.

### Étymologie
L'origine du nom d'Olne est liée au développement d'une végétation typique de l'aulnaie, favorisée par la nature du sol et l'abondance des sources. L'aulne (Alnus glutinosa), en wallon ôn, est présent en plusieurs endroits de la commune et notamment au pied du promontoire sur lequel est érigé le village primitif d'Olne qui surplombe le chantoir au lieu-dit La Falise.
On trouve la première trace d'Olne en 847 dans un cartulaire de la collégiale de Stavelot recopié au XIIIe siècle. Mais à cette époque Olisna désignait probablement la propriété des moines de Stavelot, l'enclave de Saint-Hadelin.
Olisna  en 847, in vico Alno  en 1095, prochiae Olne  en 1190, Hone  en 1243, apud One  en 1317 et 1333 sont quelques-unes des formes relevées au fil des siècles.
On trouve aussi de nombreux dérivés wallon: ban d' Õn', trî d' Õn', tchèr d' Õn', Bwè d' Õn', tchãmp d' Õn', têre d' Õn', a-l' creû d' Õn', bouhõn d' Õn', brèssëne d' Õn'.

## Géographie
La topographie d'Olne, son territoire bocager au nord, et son sud vallonné résultent de sa géologie : un socle argileux au nord qui draine l'eau vers les couches calcaires. Au fil des millénaires, ce socle dinantien s'effondre en chantoires, dolines et résurgences, typiques d'un paysage karstique.
L'évolution de la population est le reflet des guerres, famines, de l'alternance des religions catholique et protestante et des multiples épidémies (typhus, peste, choléra, variole, polio, diphtérie...).
À l'aube du XXIe siècle, la commune d'Olne mène une réflexion avec sa population, afin de proposer une stratégie décennale de développement basée notamment sur :
- le Plan de Secteur de 1960 à nos jours[9] ;
- le Schéma de Structure Communal qui définit une entité villageoise et dix entités paysagères[10] ;
- le Plan Communal de Développement Rural[11] fin 2008[12].

### Superficie
La commune d'Olne, restée inchangée après la fusion des communes le 1er janvier 1977, est relativement petite parmi les nouvelles entités agrandies : 1 598 hectares, alors qu'elle était, avant cette date, l'une des plus étendues de l'arrondissement de Verviers,.

### Situation et accès
Olne se situe dans la partie méridionale de l'Entre-Vesdre-et-Meuse. Le territoire est à cheval sur le vrai Pays de Herve, au nord, et le massif de la Vesdre au sud, deux terroirs qui nuancent la région.
Olne se situe sur la route Nationale 604 (segment de Nessonvaux-Soumagne) perpendiculaire à la route de Liège à Verviers qui longe la vallée de la Vesdre. La commune est localisée entre ces deux grandes villes wallonnes qui ont constitué de tout temps pour elle, les pôles d'attraction et les débouchés pour ses activités économiques.
Les grandes voies de liaison par Soumagne la mettent à bonne portée d'Olne (Sortie no 37 à environ 7 km), alors que l'autoroute de Liège vers Aix-la-Chapelle (E40, ouverte à la circulation en 1966) passe à plus grande distance au nord. Elle bénéficie aussi de la voie d'accès par la vallée de la Vesdre. Au point de vue des régions géographiques polarisées par les grandes villes, Olne s'intègre à la grande banlieue liégeoise.

### Limites et communes limitrophes
La commune est bornée au nord, par Soumagne et Ayeneux (entités fusionnées sous le nom de Soumagne depuis 1977), au sud, par Cornesse (commune de Pepinster), Fraipont et Nessonvaux (commune de Trooz), à l'ouest, par Forêt (commune de Trooz) et Magnée (commune de Fléron) et à l'est, par Xhendelesse (commune de Herve) et Soiron (commune de Pepinster).
La commune est aussi limitée au Sud, par la Vesdre à partir d'un petit ruisseau appelé Ri de La-Saute (à la limite de Cornesse).
La Vesdre quitte le territoire d'Olne au niveau d'une grosse pierre qui marque la limite communale ancestrale entre Olne et Nessonvaux à Gomélèvai[réf. nécessaire]. Cette dernière[Quoi ?] étant bornée de trois côtés par Olne, forme donc en quelque sorte, une encoche dans le territoire massif de cette commune. Plus loin, vers l'ouest, la Vesdre côtoie de nouveau la commune d'Olne entre le pont de Nessonvaux et celui de Fraipont.
|              | Soumagne |                 |
| Fléron Trooz | Olne     | Herve Pepinster |
|              | Trooz    |                 |

### Villages et hameaux
La commune d'Olne compte de nombreux hameaux et deux autres petits villages Saint-Hadelin et ses potales, Hansez et sa mare. Les mieux individualisés et les plus typiques sont Gelivaux, village en pierre de grès brun et Vaux-sous-Olne dans la vallée, sa résurgence et ses moulins à eau. D'autres agglomérations plus ou moins importantes sont le Faweû et Riessonsart (proches de Saint-Hadelin), le Rafhai et La-Bouteille (sur la crête), Froibermont et le Bois-d'Olne (proche de Soiron) et Moirivay dans la vallée de la Vesdre, près de Fraipont.

### Environnement
Le paysage est typique du Pays de Herve, de l'Entre-Vesdre-et-Meuse et du bocage sur la partie nord de la commune au sous-sol argileux.
Les principaux biotopes d'Olne traduisent notamment l'évolution des haies et des vergers de la partie bocagère de la commune. La flore et la faune aquatique sont protégées et présentes dans la mare de Hansé, site classé.
Du village à la vallée de Vaux-sous-Olne et du Bola, le sol calcaire présente une flore typique des pelouses calcaires. Enfin, l'industrie lainière a apporté les graines séparées de la laine de mouton par les lavoirs de l'industrie lainière de Verviers.

#### Arbres remarquables
Le vieux tilleul âgé de plus de 300 ans, situé à la croisée de la voie de Liège à Olne et de la voie des Herviens et repris dans la liste des arbres remarquables de Belgique était l'arbre de justice de Saint-Hadelin. Il donne son nom à la campagne du Tiyou où l'armée française établit son campement en 1690. Il apparaît sur la carte de Ferraris de 1771. Pratiquement réduit de nos jours à un tronc creux, il porte encore son feuillage.
Le vieux tilleul dit « arbre à clous », est déjà cité en 1621, devant la chapelle de Saint-Hadelin en 1676. La croyance populaire suivant laquelle le fait d'enfoncer un clou dans l'écorce guérissait les maux de dents valut à cet arbre plus d'une blessure.
Au sommet des ruelles de Vaux-sous-Olne, deux vieux tilleuls encadrent un calvaire visible de loin, autant de la Croix-du-Renard que du carrefour des Six-Chemins. Des hêtres pourpres ancestraux ombragent encore quelques parcs : à la Belle-Maison à Saint-Hadelin, la maison Regnier et le château de Terwagne au village d'Olne ainsi qu'en bordure de la Vesdre à Gomélèvai. Des cornouillers multi-centenaires sont situés dans un jardin du centre du village, bâtiment XVIIIe de l'ancien bourgmestre Felix Dahmen.[réf. nécessaire]

#### Sites naturels protégés

##### Pelouse calcaire des Fosses
Protégé par arrêté royal du 26 mai 1975, le site dit « des fosses », d'environ 2,5 hectares (350 × 70 m), abritait une flore et une faune typiques d'une pelouse calcaire. Le site est aujourd'hui fortement dégradé par le développement de pins.

## Démographie
En tenant compte des anciennes communes entraînées dans la fusion de communes de 1977, on peut dresser l'évolution suivante :
- Source: DGS , de 1831 à 1981=recensements population; à partir de 1990 = nombre d'habitants chaque 1 janvier[20]

## Histoire

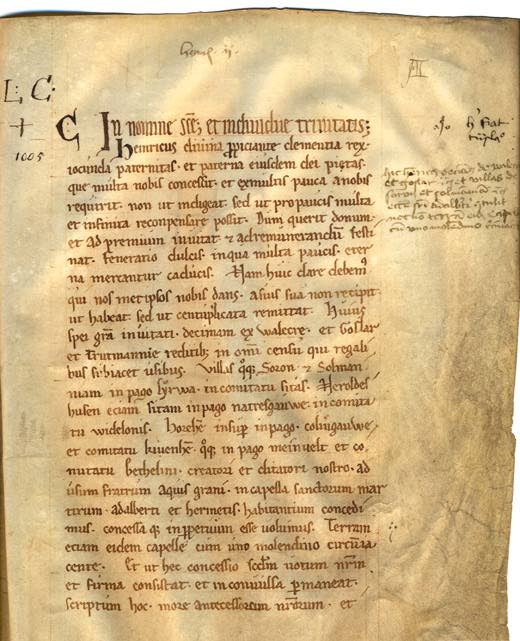
Charte de l'Empereur Henri II du Saint-Empire.

Les silex taillés découverts dans les grottes à partir du chantoire de La-Falise datent du paléolithique moyen. Dents et ossements de cheval, de rhinocéros, d'ours et de hyène datent du moustérien.
Les premières traces des habitants d'Olne remontent à l'époque romaine et le Vicus Alno de Solmania serait du VIe siècle. Sous les pépinides, Olne est le carrefour de la Voie des Ardennes et la voie des hêvurlins.
Au Moyen Âge, se développe le domaine primitif (avec Soiron), don d'un empereur du Saint-Empire germanique Henri II du Saint-Empire au chapitre d'une église d'Aix, Saint-Adalbert. Olne se retrouve ensuite dans l'orbite du Duché de Brabant et du Comté de Dalhem pour, au XVIIe siècle, être successivement sous la souveraineté des Pays-Bas espagnols, des Provinces-Unies et, au XVIIIe, sous la domination des Pays-Bas autrichiens, au gré des alliances. La ville abrite une importante communauté protestante bénéficiant de la protection des Provinces-Unies. L'église paroissiale est partagée entre catholiques et protestants, conformément au principe du simultaneum.
Pendant la révolution industrielle et le XXe siècle, le village est marqué par l'industrie cloutière, drapière et la forge des canons de fusil, notamment la damasquinerie.

## Héraldique
|  | La commune possède des armoiries qui lui ont été octroyées le 6 novembre 1997. Elles sont inspirées du plus ancien sceau du village connu depuis 1426. Le sceau montre le saint-patron, Saint Albert, sur un trône, tenant une crosse et une épée. Les armoiries montrent donc ces deux attributs. Les couleurs sont celles du Comté de Dalhem auquel le village appartenait historiquement. Blasonnement : De gueules à une crosse épiscopale, le crosseron contourné, posée en bande et brochant sur une épée de justice, posée en barre la pointe en bas, le tout d'argent. Source du blasonnement : Heraldy of the World. |

## Politique et administration

### Collège et conseil communal 2024-2030
| Collège communal   |                        |                         |
| ------------------ | ---------------------- | ----------------------- |
| Bourgmestre        | Cédric Halin           | Pour Olne               |
| 1er Échevin        | Marc Baguette          | Les Engagés - Pour Olne |
| 2e Échevine        | Marie-Paule Darimont   | MR - Pour Olne          |
| 3e Échevine        | Margaux Requier        | Pour Olne               |
| Présidente du CPAS | Sandrine Brick-Donneau | MR - Pour Olne          |

### Jumelages
Depuis le 11 novembre 2004, Olne est jumelé avec deux communes françaises :
- Les Montils (France) ;
- Candé-sur-Beuvron (France) dans le Loir-et-Cher.

## Patrimoine et culture

### Patrimoine architectural

#### Architecture civile
Le vieux village et ses hameaux sont typiques avec leurs moellons calcaires rejointoyés avec la molèye. Les maisons les plus anciennes datent du dernier quart du XVIe siècle et adoptent un type de construction qui perdurera jusqu'au milieu du XVIIIe siècle sans changement notable. Il s'agit de bâtisses dans le style dit « mosan ». Il faut attendre la deuxième moitié du XVIIIe siècle pour que l'essor économique provoque une modification du visage architectural. La bourgeoisie enrichie aime établir des demeures dont les façades s'inspirèrent de celles des hôtels édifiés en ville, reflétant la richesse du propriétaire.
Le plan de secteur autorisant la construction sur le long de routes pour des raisons économiques a favorisé une urbanisation longiligne.
Le développement des deux grandes villes que sont Liège et Verviers a favorisé la construction du bâti moderne, reliant par des rues les villages et les hameaux autrefois bien délimités.

#### Architecture religieuse
- L'église Saint-Sébastien et ses orgues.
- La chapelle de Saint-Hadelin.

#### Petit patrimoine
Les potales en calcaire, les teutês, la molèye, les pucês et les entrées basses des clouteries sont caractérisitiques de ce bâti rural.
La résurgence du Ry de Vaux où, même dans les plus grandes sécheresses, l'eau ne s'est jamais tarie de mémoire d'homme, a fait de Vaux-sous-Olne une vallée où tournaient près de 25 roues de moulins.
Le site mis en place par la CLDR Olnoise olne.petit-patrimoine.be recense le petit patrimoine du village.

### Culture

#### Gastronomie
Le Lev'Gos est un boudin régional (Herve et Verviers), préparé avec la tête et les abats du cochon (le foie, le cœur et le gras double), des couennes, des oignons, des épices (du laurier et un bouquet garni de carotte), un peu de sucre fin, de la mie de pain, des raisins de Corinthe et cuit un quart d'heure. Son authenticité est défendue par la confrérie du Lev'Gos à Olne.

#### Dialectologie

##### Les parlers
Les communes romanes du Pays de Herve appartiennent au groupe de l'est-wallon mais il existe manifestement une variation dialectale entre le nord-ouest de la commune, vers Riessonsart, influencé par le wallon liégeois, et le reste de la commune influencé par les wallons hervien et verviétois. Elles correspondent aux anciennes frontières de la Principauté de Liège et du Duché de Limbourg,.

##### Phonétique
Du point de vue phonétique, les traitements originaux sont si nombreux qu'il n'y a pas de phrase qui en soit exempte, probablement sous l'influence du thiois, dialecte des Limbourgeois.
C'est-à-dire que :
- un bon blanc vin en parler liégeois, se dit å bõn blãn vën, où le son in devient ën, sorte d'intermédiaire entre [en] et [in] ;
- le thier du wallon liégeois devient tchêr et justice devient djustice ;
- le -õ désigne un [au] long comme dans Õn', prononciation locale de Olne.

Enfin, suivant le lieu de la commune, on a plus ou moins un amuïssement du îre en î, signe du wallon verviétois.

##### Lexicologie
Du point de vue lexical, par contre, les particularités du hervien par rapport au liégeois sont peu nombreuses. Quelques mots du lexique thiois subsistent également.

## Galerie

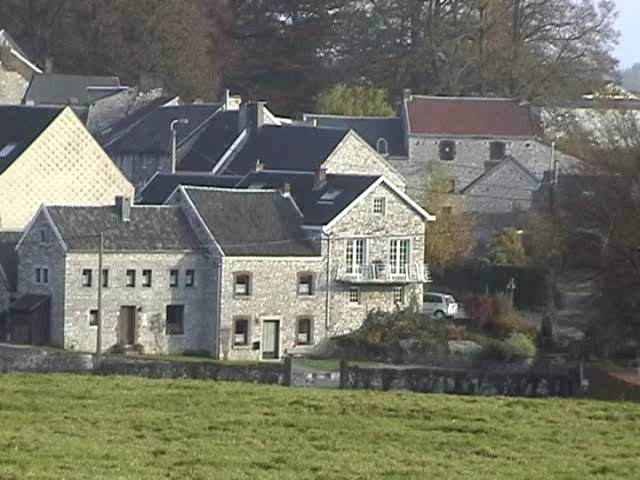
Maisons en pierres du pays.
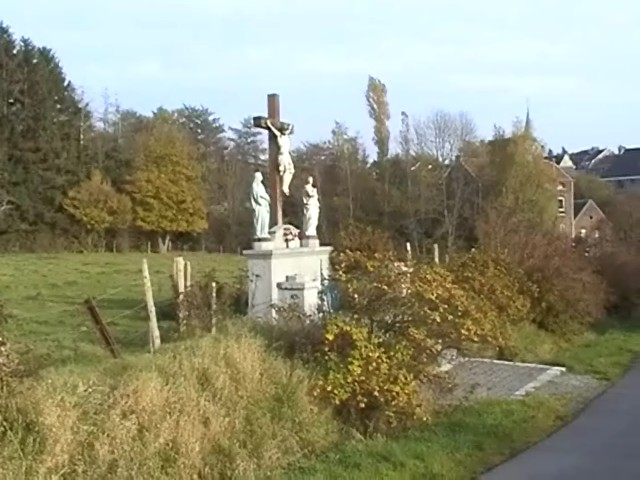
Calvaire.
Bâtiment administratif (maison communale).

## Économie

### Tourisme
Classé en 2007 parmi les plus beaux villages de Wallonie, Olne est typique du Pays de Herve, de son bocage et ses vergers. Contrairement au plateau, Olne est vallonné, permettant de découvrir de nombreux paysages différents : la discrétion du village de Gelivaux, les nombreux moulins de l'étroite vallée de Vaux-sous-Olne, la bucolique petite église de Saint-Hadelin, les sentiers d'Olne à la vallée du Bola, les vieux séchoirs à chardons de Froibermont, la mare de Hansé, les maisonnettes fleuries.
Le développement d'un tourisme doux a permis l'ouverture de chambres d'hôtes.

### Agriculture
La monoculture de l'herbe couvre la quasi-totalité de la superficie agricole d'Olne. Le paysage dominant est essentiellement agraire. Le bocage du nord résulte de l'expansion en tache d'huile du bocage typique né au cœur du Pays de Herve et autour de Herve. Les plateaux et les vallées calcaires du centre de la commune sont, au contraire le lieu des groupements caractéristiques de l'habitat. Les cartes de 1878 et de 1903, montrent encore bien nettement la campagne ouverte et labourée au centre de la commune. Le bocage est à son apogée en 1954, avant d'arriver aujourd'hui à une forte débocagisation. L'entretien des haies en est la raison majeure, à laquelle s'ajoutent, vers 1970, les obligations liées à l'éradication du feu bactérien, entraînant, à terme, la mort de l'aubépine et des arbres fruitiers.

## Personnalités liées à la commune
- Henry Chrouet (1621-1691), premier ministre de la religion réformée à Olne ;
- Werner Xhrouet (né en 1663 à Olne), médecin ;
- Henri Hanlet (1888-1964) coureur cycliste professionnel, mort et inhumé à Olne ;
- Paul Deliège (1931-2005) auteur de bande dessinée, né et inhumé à Olne[réf. nécessaire].

### Patronymie
Les familles d'Olne et Dolne ont pris ce nom au XVIIe siècle. Les patronymes dérivés - Launay, Delaunay, Lhoneux, Loneux, Desonay, Lanoy et Delaunoy - sont de la même origine.